# Ornimegalonyx
Genre
Ornimegalonyx est un genre fossile de hiboux géants pouvant mesurer jusqu'à 1,1 mètre de hauteur. Il est étroitement apparenté aux nombreuses espèces de chouettes vivantes du genre Strix. C'était un oiseau qui ne volait pas ou presque, et on pense que c'était le plus gros hibou de tous les temps. Il vivait sur l'île de Cuba.
Le premier spécimen de fossile a été décrit à tort comme un oiseau de la famille des Phorusrhacidae, en partie à cause de la grande taille de ses os. En 1961, Pierce Brodkorb a examiné les résultats et les a placés correctement, avec les hiboux. Les vestiges ont été abondants dans toute l'île, dans des gisements de grottes datant du Pléistocène supérieur (126 000 à 11 700 ans) et au moins trois squelettes presque complets ont été découverts.
"Ornimegalonyx arredondoi" est un nomen nudum ; le nom avait été proposé pour cette espèce avant d'être décrit, mais oteroi a finalement été adopté par Oscar Arredondo (d) (selon les règles de l'ICZN, nommer une espèce après soi-même n'est pas interdit, mais il est mal vu par la communauté scientifique).

## Description
Oscar Arredondo (d) a estimé que la hauteur d’Ornimegalonyx était de 1,1 mètre pour un poids de 9 kg voire plus. Il avait de très longues jambes pour sa taille, mais était encombrant dans l'ensemble et probablement à queue courte. La chouette moderne qui ressemble le plus à la chouette géante de Cuba est sans doute la chouette des terriers, la seule chouette survivante étroitement liée au sol. Cela implique des adaptations similaires au mode de vie terrestre, mais pas une relation phylogénétique étroite.
Les pattes et les pieds du hibou géant de Cuba semblent être très grands et puissamment construits. Cela confirme la théorie selon laquelle ils étaient des coureurs forts, d'où le nom alternatif, cursorial. La quille du sternum a été réduite et le hibou a peut-être été capable d'une brève rafale de vol. Il est probable que, comme un dindon sauvage moderne, le hibou n'a pris son envol que lorsqu'il était extrêmement pressé, choisissant plus souvent de courir.

## Régime
On pense que le grand-duc cubain s’est principalement nourri de grands rongeurs, notamment Heteropsomys, Capromys, Geocapromys et Macrocapromys (de la taille de la nutria ou capybara moderne) et du paresseux terrestre, Cubanocnus, Miocnus, Mesocnus et Megalocnus. C’était probablement un prédateur en embuscade qui se jetterait sur une proie sans méfiance avec ses serres écrasantes.

## Liste d'espèces
- † Ornimegalonyx oteroi Arredondo, 1954 - espèce type
- † Ornimegalonyx  minor Arredondo, 1982[3]
- † Ornimegalonyx gigas Arredondo, 1982[3]
- † Ornimegalonyx acevedoi Arredondo, 1982[3]